# Tepotzuapa Primera Sección
Tepotzuapa Primera Sección är en ort i Mexiko.   Den ligger i kommunen Coxcatlán och delstaten San Luis Potosí, i den centrala delen av landet, 230 km norr om huvudstaden Mexico City. Tepotzuapa Primera Sección ligger 303 meter över havet och antalet invånare är 680.
Terrängen runt Tepotzuapa Primera Sección är varierad, och sluttar österut. Runt Tepotzuapa Primera Sección är det ganska tätbefolkat, med 100 invånare per kvadratkilometer. Närmaste större samhälle är Villa Terrazas, 6,9 km sydost om Tepotzuapa Primera Sección. I omgivningarna runt Tepotzuapa Primera Sección växer huvudsakligen savannskog.